# Parhydraenida pentatenkta
Parhydraenida pentatenkta är en skalbaggsart som beskrevs av Perkins 1980. Parhydraenida pentatenkta ingår i släktet Parhydraenida och familjen vattenbrynsbaggar. Inga underarter finns listade i Catalogue of Life.